# Das verzehrte Lichtlein
Das verzehrte Lichtlein ist die erste Kammeroper des österreichischen Komponisten Paul Koutnik aus dem Jahr 2009 in Zusammenarbeit mit Kristine Tornquist (Libretto) und dem sirene Operntheater Wien. Die Geschichte des verzehrten Lichtleins ist dem Roman Nachts unter der steinernen Brücke von Leo Perutz entnommen. Es ist darin die dreizehnte von insgesamt vierzehn Erzählungen und trägt auch im Roman den Titel Das verzehrte Lichtlein.

## Handlung
Prag 1600. Abends hadert Mordechai Meisl mit dem Leben. Er hat keinen Sohn, dem er sein Gut hinterlassen könnte. Er denkt mit Kummer an seine früh verstorbene Frau Esther und die rätselhaften Worte, die sie in ihrer Todesstunde rief: „Rudolf hilf!“.
Dann grübelt er über seine geschäftliche Verbindung mit dem Kaiser, der von ihm gegen eine Vielzahl von Privilegien nicht nur einen vierteljährlichen Anteil am Gewinn erhält, sondern nach seinem Tod auch die Hälfte erben soll. Und der Tod scheint nah, Meisl ist bei sehr schlechter Gesundheit.
Mordechai Meisl empfindet, dass er ein eigentlich bereits erloschenes und nur noch gewaltsam am Leben erhaltenes Licht sei – wie jenes, das der Rabbi Löw einmal mit einem Zauberwort eine lange Nacht am Verlöschen hinderte – weil Gott ihn noch zu irgendeinem Zweck auf dieser Welt brauche. Aber zu welchem?
Nun kommt der Kammerdiener Philipp Lang zu Besuch und beobachtet den Gesundheitszustand Meisls mit kalter Gier. Er wartet auf den geheimen Schatz, den zur Hälfte der Kaiser erben soll, und dessen andere Hälfte er sich selbst unter den Nagel reißen will. Sie sprechen über Geschäfte und Tratsch vom Hof. Meisl fragt Lang, warum der Kaiser, so wie er selbst, weder Frau noch Kind hat. Lang erzählt ihm, dass Rudolf II. einer geheimnisvollen Geliebten treu geblieben sei, die wohl die Frau eines Anderen gewesen und dem Kaiser plötzlich entrissen worden wäre. Die Geschichte bedrückt Meisl unerklärlich, und er äußert den Wunsch, den Kaiser einmal persönlich zu sehen. Lang vertröstet ihn auf später, weil er hofft, dass Meisl davor noch sterben werde.
So verkleidet sich Meisl als Metzger und fährt mit der Fleischlieferung für die Raubtiere in die Burg, um den Kaiser zu sehen.
Rudolf II. ist bedrückt, er hat wieder schlecht geträumt. Der Kaiser versucht, vom Ofenheizer Brouza 100 Gulden zu leihen, doch der narrt ihn mit frechen abschlägigen Antworten. Die Fütterung der Löwen zu Mittag lässt sich Rudolf aber nicht entgehen. Doch auf seinem Weg zu den Käfigen wirft sich ein als Gärtnerin verkleidetes Mädchen vor ihn hin, um für ihren Vater um Gnade zu bitten, und ruft: Rudolf hilf! Der Kaiser hält das Mädchen für einen faulen Küchenjungen, rügt sie und geht weiter. Doch Mordechai Meisl fallen diese zwei Worte tief in die Seele und er begreift, dass der Kaiser Rudolf der Geliebte seiner Frau gewesen ist.
Er sinnt auf Rache. Der Kaiser soll nichts erben, er beschließt, seinen großen Reichtum loszuwerden – und gerade so lange will er noch leben.

## Gestaltung

### Szenenfolge
1. Einleitung
2. Der Aufguss von Eibisch, Schlüsselblume und Leinsamen
3. Wenn Gott mir einen Sohn geschenkt hätte
4. Braucht Ihr etwas, mein Herr?
5. Es wundert mich, dass ich immer noch lebe
6. Draussen stürmts
7. Zur Abrechnung ist alles bereit
8. Am Hof ist nie genug Geld
9. Es ist nichts, ein wenig Husten
10. Liebste, wo bist du?
11. Von all dem sprach er so verworren
12. Der zweigt immer einen Teil für sich ab
13. Der Phillip Lang zählt mich schon zu den Toten
14. Mendel, geh, wenn es Morgen wird
15. Er hat es vergessen
16. Wenn es Gott so gewollt hätte
17. Rudolf, hilf!
18. Er war freundlich, der Kaiser
19. Der Kaiser ist für mich nur eine fremde Macht
20. Setz dich zu mir und hör zu
21. Und schnell muss es gehen
22. Verzehrtes Lichtlein, du musst brennen
23. Schlaf und vergiss deinen Kummer

### Besetzung
- Oboe
- Klarinette
- Fagott
- Violine
- Violine
- Viola
- Violoncello
- Kontrabass

## Werkgeschichte
Der Uraufführung fand am 26. Juni 2009 in der Ankerbrotfabrik Wien statt. Es gab eine Folgeaufführung am 27. Juni. Die beiden Aufführungen waren der sechste Teil des über neun Wochen angelegten Opernuraufführungsprojektes Nachts des sirene Operntheaters, bei dem neun Erzählungen aus Perutz’ Roman Nachts unter der steinernen Brücke ausgewählt, als Kammeropern ausgearbeitet und jeweils wöchentlich zur Uraufführung (samt einer Folgeaufführung) gebracht wurden.
Die musikalische Leitung übernahm François-Pierre Descamps, Regie führte Kristine Tornquist.
Sänger und Sängerinnen
- Dimitrij Solowjow (Rabbi Löw)
- Rupert Bergmann (Kaiser Rudolf II.)
- Petr Strnad (Philipp Lang / Dolmetscher)
- Johann Leutgeb (Mordechai Meisl)
- Michael Schwendinger (Mendel, Meisls Diener)
- Marelize Gerber (Eva von Lobkowitz / die Stimme von Esther)

Leading Team
- Kristine Tornquist (Regie)
- François-Pierre Descamps (musikalische Leitung)
- Jakob Scheid (Bühne)
- Markus Kuscher (Kostüm)
- Edgar Aichinger (Licht)
- Rainer Vierlinger (Coregie)
- Sabine Maringer, Karlo Svetlicic (Bühnenmaschinisten)
- Jury Everhartz (Produktionsleitung)

Musikerinnen
- Vasile Marian (Oboe)
- Reinhold Brunner (Klarinette)
- Tamara Joseph (Fagott)
- Thomas Wally (Violine)
- Fani Vovoni (Violine)
- Axel Kircher (Viola)
- Tomasz Skweres (Violoncello)
- Tibor Kövesdi (Kontrabass)

Den Ehrenschutz der Uraufführung übernahm die damalige Ministerin für Unterricht, Kunst und Kultur der Republik Österreich Claudia Schmied.